# 화엄경 (영화)
"화엄경"은 1993년 6월 26일에 개봉한 장선우 감독의 고은의 원작인 5번째 영화이다. 오태경, 원미경의 주연으로 치명적인 불교적 메시지를 전한 리얼리스트 이야기다.

## 줄거리
갓난아기 때, 길가에 버려진 선재는 전과가 화려한 문수에게 발견되어 그의 손에서 자란다. 그러다가 문수가 죽자 선재는 어머니를 찾아 집을 떠난다. 파리를 준 법은, 바람둥이 지호, 어촌의사 해운, 장님가수 이나, 요녀 마니, 옥살이를 하고 있는 장기수 해경 등을 만나 사랑, 슬픔, 평등, 부귀, 애욕이라는 감정을 체험한다. 오랜 시간이 지나서 다시 만난 이련은 선재를 처음 만났을 때부터 간직해온 사랑을 고백한다. 이련과 동행하는 도중에 비바람 속에서 사랑을 나누어 이련이 아기를 갖는다. 그러나 구도의 방랑에 나선 선재는 선창가에서 길을 잃고 헤매는 어린 소년을 만나 그를 이끌고 길을....

## 등장인물

### 주인공
- 선재 : 오태경
- 연꽃 여인 : 원미경

### 주변 인물
- 마니 : 이혜영
- 지호 : 신현준
- 이련 : 김혜선
- 이나 : 정수영
- 법운 : 이호재

### 그 외 인물
- 등대지기 : 이대로
- 해운 : 독고영재
- 덕구 : 엄춘배
- 소주인 : 박종설
- 아낙네 : 박예숙, 박남희
- 경찰관 : 나갑성, 홍충길
- 교도관 : 안진수
- 경비원 : 엄경환
- 넝마 : 김용수, 유형관
- 화장터 인부 : 박정순
- 표지원 : 신종태
- 과부댁 : 송희연
- 과부 : 남기성
- 김은미
- 임창대
- 정두한

### 특별출연
- 허병섭
- 윤구병
- 김석만
- 이은세
- 임병구

## 제작진
- 감독/각본 : 장선우
- 연출부 : 문명희, 구성주, 이재덕, 김옥심, 공석인, 남지웅
- 원작 : 고은
- 촬영 : 유영길
- 촬영부 : 김성복, 이재호, 조용규, 석형진, 김성준
- 조명 : 김동호
- 조명부 : 박종환, 김지훈, 추인식, 김선관, 김정국
- 기획/제작 : 이태원
- 제작상무 : 전융행
- 제작부장 : 김성룡
- 동시녹음 : 김원용
- 녹음 : 강대성
- 음악 : 이종구
- 미술 : 김유준
- 특수효과 : 김철석
- 분장 : 허석도
- 의상 : 이은경
- 편집 : 김현
- 소품 : 김호길
- 스틸 : 양기주
- 소품팀 : 장석훈, 김영대
- 의상/분장팀 : 최성희
- 네가편집 : 박정근
- 녹음팀 : 김동의, 강봉성, 선훈
- 색보정 : 김승호
- 미술자문 : 임옥상
- 자막디자인 : 안상수
- 사진 : 구본창, 양현모
- 소금지도 : 조민식
- 보조출연 : MTM

## 참고
- 화엄경 - 한국영화 데이터베이스
- 화엄경(1993) - 한국영상자료원